# Man in the Shadow
Man in the Shadow is een Amerikaanse misdaadfilm uit 1957 onder regie van Jack Arnold. In Nederland werd de film destijds uitgebracht onder de titel Het loon van de duivel.

## Verhaal
Ben Sadler wordt de nieuwe sheriff in een stad in Texas. Wanneer een Mexicaanse landarbeider wordt doodgeranseld, wil de grootgrondbezitter Virgil Renchler dat sheriff Sadler een oogje dichtknijpt. De sheriff gaat toch op onderzoek uit en hij ontdekt dat de landarbeider verliefd was op de dochter van Renchler.

## Rolverdeling
| Acteur            | Personage        |
| ----------------- | ---------------- |
| Jeff Chandler     | Ben Sadler       |
| Orson Welles      | Virgil Renchler  |
| Colleen Miller    | Skippy Renchler  |
| Ben Alexander     | Ab Begley        |
| Barbara Lawrence  | Helen Sadler     |
| John Larch        | Ed Yates         |
| James Gleason     | Hank James       |
| Royal Dano        | Aiken Clay       |
| Paul Fix          | Herb Parker      |
| Leo Gordon        | Chet Huneker     |
| Martin Garralaga  | Jesus Cisneros   |
| Mario Siletti     | Tony Santoro     |
| Charles Horvath   | Len Bookman      |
| William Schallert | Jim Shaney       |
| Joseph J. Greene  | Harry Youngquist |